# Moritz Zimmer
Moritz Zimmer (* 25. November 1993) ist ein deutscher Fußballspieler. Er spielt seit Sommer 2019 für den FK Pirmasens.

## Karriere
Zimmer begann das Fußballspielen beim FSV Hilbringen. Später wechselte er zur JFG Saarschleife und zum FC Brotdorf. Für Brotdorf war er zuletzt in der Landesliga aktiv. Zur Saison 2013/14 wurde er von der SV Elversberg für das Reserveteam verpflichtet. Zimmer wurde schnell Stammspieler in der Oberliga. Ab Frühjahr 2014 stand er regelmäßig im Kader der Profis und kam zu sechs Drittligaeinsätzen. Elversberg stieg am Saisonende in die Regionalliga ab. Seit Sommer 2016 spielt er beim Oberligisten SV Röchling Völklingen. Mit dem Verein stieg er in der Oberligasaison 2016/17 in die Regionalliga Südwest auf. Er wechselte nach der Saison 2018/19 zur FK Pirmasens.

## Erfolge

### Verein
- Vizemeister: Oberliga Rheinland-Pfalz/Saar 2016/17
  - Aufstieg in die Regionalliga Südwest 2017 (mit dem SV Röchling Völklingen)
- Masterssieger: 2018
- Sparkassen Cup Sieger: 2016
- Sparkassen Cup Vize: 2017